# Ядро на Дирихле
В хармоничния анализ, ядрото на Дирихле е редица от функции DN(t), зададена по следния начин
{\displaystyle D_{N}(x)=\sum _{n=-N}^{N}e^{int}=1+2\sum _{n=1}^{N}\cos({nt})={\frac {\sin \left(\left(N+{\frac {1}{2}}\right)t\right)}{\sin(t/2)}}.}
Носи името на Йохан Петер Густав Лежон Дирихле.
Ядрото на Дирихле играе важна роля в изучаването на редовете на Фурие. Конволюцията на DN с {\displaystyle f\in L^{1}(\mathbb {T} )} дава приближение от степен N на реда на Фурие на f, т.е.
{\displaystyle (D_{n}*f)(t)=\sum _{n=-N}^{N}{\hat {f}}(n)e^{int},}
където
{\displaystyle {\hat {f}}(n)={\frac {1}{2\pi }}\int _{-\pi }^{\pi }f(t)e^{-int}\,dt}
е n-тия коефициент на Фурие на f. От горното следва, че за да се изследват сходимостта на реда на Фурие, е достатъчно да се изследват свойствата на ядрото на Дирихле. Особено важно свойство е, че нормата на Dn в L1 клони към безкрайност, когато {\displaystyle n\rightarrow \infty }. Оценката е
{\displaystyle \|D_{n}\|_{L^{1}}\approx \log n}
Липсата на сумируемост в този случай води до интересни явления при редовете на Фурие. Може да се докаже например, че редът на Фурие на непрекъсната функция е разходящ в дадена точка.

### Забележка
Ядрото на Дирихле не е сумиращо ядро.